# موروم
شهر موروم (به روسی: Муром) در کشور روسیه و در اوبلاست ولادیمیر واقع شده‌است.